# Маріанна Шаштін
Маріанна Шаштін (угор. Sastin Marianna; нар. 10 липня 1983, Мошонмадяровар, Угорщина) — угорська борчиня вільного стилю, чемпіонка та триразова призерка чемпіонатів світу, шестиразова призерка чемпіонатів Європи, чемпіонка Європейських ігор, учасниця трьох Олімпійських ігор.

## Біографія
Боротьбою почала займатися з 1999 року. Була срібною призеркою європейської першості 2000 року серед кадетів.

## Спортивні результати на міжнародних змаганнях

### Виступи на Олімпіадах
| Змагання                    | Збірна   | Вагова категорія          | Місце |
| --------------------------- | -------- | ------------------------- | ----- |
| Літні Олімпійські ігри 2008 | Угорщина | жіноча боротьба, до 63 кг | 15    |
| Літні Олімпійські ігри 2012 | Угорщина | жіноча боротьба, до 63 кг | 11    |
| Літні Олімпійські ігри 2016 | Угорщина | жіноча боротьба, до 63 кг | 17    |

### Виступи на Чемпіонатах світу
| Змагання                        | Збірна   | Вагова категорія          | Місце  |
| ------------------------------- | -------- | ------------------------- | ------ |
| Чемпіонат світу з боротьби 2003 | Угорщина | жіноча боротьба, до 59 кг | 4      |
| Чемпіонат світу з боротьби 2005 | Угорщина | жіноча боротьба, до 59 кг | Срібло |
| Чемпіонат світу з боротьби 2006 | Угорщина | жіноча боротьба, до 59 кг | 5      |
| Чемпіонат світу з боротьби 2007 | Угорщина | жіноча боротьба, до 63 кг | 13     |
| Чемпіонат світу з боротьби 2008 | Угорщина | жіноча боротьба, до 59 кг | 9      |
| Чемпіонат світу з боротьби 2009 | Угорщина | жіноча боротьба, до 59 кг | Бронза |
| Чемпіонат світу з боротьби 2010 | Угорщина | жіноча боротьба, до 63 кг | 5      |
| Чемпіонат світу з боротьби 2011 | Угорщина | жіноча боротьба, до 63 кг | Срібло |
| Чемпіонат світу з боротьби 2013 | Угорщина | жіноча боротьба, до 59 кг | Золото |
| Чемпіонат світу з боротьби 2014 | Угорщина | жіноча боротьба, до 60 кг | 11     |
| Чемпіонат світу з боротьби 2015 | Угорщина | жіноча боротьба, до 58 кг | 8      |
| Чемпіонат світу з боротьби 2018 | Угорщина | жіноча боротьба, до 62 кг | 5      |
| Чемпіонат світу з боротьби 2019 | Угорщина | жіноча боротьба, до 62 кг | 5      |

### Виступи на Чемпіонатах Європи
| Змагання                         | Збірна   | Вагова категорія          | Місце  |
| -------------------------------- | -------- | ------------------------- | ------ |
| Чемпіонат Європи з боротьби 2001 | Угорщина | жіноча боротьба, до 56 кг | 12     |
| Чемпіонат Європи з боротьби 2005 | Угорщина | жіноча боротьба, до 59 кг | 7      |
| Чемпіонат Європи з боротьби 2006 | Угорщина | жіноча боротьба, до 59 кг | Бронза |
| Чемпіонат Європи з боротьби 2007 | Угорщина | жіноча боротьба, до 59 кг | Срібло |
| Чемпіонат Європи з боротьби 2008 | Угорщина | жіноча боротьба, до 63 кг | Бронза |
| Чемпіонат Європи з боротьби 2010 | Угорщина | жіноча боротьба, до 59 кг | Бронза |
| Чемпіонат Європи з боротьби 2011 | Угорщина | жіноча боротьба, до 63 кг | 5      |
| Чемпіонат Європи з боротьби 2014 | Угорщина | жіноча боротьба, до 58 кг | 7      |
| Чемпіонат Європи з боротьби 2016 | Угорщина | жіноча боротьба, до 63 кг | Бронза |
| Чемпіонат Європи з боротьби 2019 | Угорщина | жіноча боротьба, до 62 кг | Бронза |
| Чемпіонат Європи з боротьби 2020 | Угорщина | жіноча боротьба, до 62 кг | 10     |

### Виступи на Європейських іграх
| Змагання              | Збірна   | Вагова категорія          | Місце  |
| --------------------- | -------- | ------------------------- | ------ |
| Європейські ігри 2015 | Угорщина | жіноча боротьба, до 60 кг | Золото |

### Виступи на Кубках світу
| Змагання                    | Збірна   | Вагова категорія          | Місце |
| --------------------------- | -------- | ------------------------- | ----- |
| Кубок світу з боротьби 2014 | Угорщина | жіноча боротьба, до 58 кг | 7     |

### Виступи на інших змаганнях
| Змагання                                                         | Збірна   | Вагова категорія          | Місце  |
| ---------------------------------------------------------------- | -------- | ------------------------- | ------ |
| Austrian Ladies Open 2004                                        | Угорщина | жіноча боротьба, до 59 кг | 6      |
| Austrian Ladies Open 2005                                        | Угорщина | жіноча боротьба, до 59 кг | 9      |
| Austrian Ladies Open 2006                                        | Угорщина | жіноча боротьба, до 59 кг | Золото |
| Austrian Ladies Open 2007                                        | Угорщина | жіноча боротьба, до 63 кг | Срібло |
| Klippan Lady Open 2008                                           | Угорщина | жіноча боротьба, до 63 кг | 8      |
| Олімпійський кваліфікаційний турнір з боротьби 2008 (Едмонтон)   | Угорщина | жіноча боротьба, до 63 кг | Бронза |
| Олімпійський кваліфікаційний турнір з боротьби 2008 (Хапаранда)  | Угорщина | жіноча боротьба, до 63 кг | Срібло |
| Austrian Ladies Open 2009                                        | Угорщина | жіноча боротьба, до 59 кг | Срібло |
| Золотий Гран-прі з боротьби 2009                                 | Угорщина | жіноча боротьба, до 59 кг | Срібло |
| Klippan Lady Open 2010                                           | Угорщина | жіноча боротьба, до 59 кг | Золото |
| Золотий Гран-прі з боротьби 2010 (Кліппан )                      | Угорщина | жіноча боротьба, до 59 кг | Золото |
| Austrian Ladies Open 2010                                        | Угорщина | жіноча боротьба, до 63 кг | 5      |
| Золотий Гран-прі з боротьби 2010 (Баку)                          | Угорщина | жіноча боротьба, до 59 кг | Золото |
| Турнір Яшара Догу 2011                                           | Угорщина | жіноча боротьба, до 63 кг | Бронза |
| Klippan Lady Open 2011                                           | Угорщина | жіноча боротьба, до 63 кг | Бронза |
| Austrian Ladies Open 2011                                        | Угорщина | жіноча боротьба, до 63 кг | Золото |
| Гран-прі Німеччини з боротьби 2011                               | Угорщина | жіноча боротьба, до 67 кг | Бронза |
| Золотий Гран-прі з боротьби 2011 (Баку)                          | Угорщина | жіноча боротьба, до 63 кг | 7      |
| Меморіал Іона Корнеану 2011                                      | Угорщина | жіноча боротьба, до 63 кг | Бронза |
| Золотий Гран-прі з боротьби 2012 (Кліппан )                      | Угорщина | жіноча боротьба, до 67 кг | Бронза |
| Гран-прі Німеччини з боротьби 2012                               | Угорщина | жіноча боротьба, до 63 кг | Золото |
| Austrian Ladies Open 2012                                        | Угорщина | жіноча боротьба, до 63 кг | Золото |
| Відкритий чемпіонат Польщі з боротьби 2012                       | Угорщина | жіноча боротьба, до 63 кг | Бронза |
| Гран-прі Іспанії з боротьби 2012                                 | Угорщина | жіноча боротьба, до 63 кг | 9      |
| Золотий Гран-прі з боротьби 2012 (Баку)                          | Угорщина | жіноча боротьба, до 67 кг | 7      |
| Гран-прі Німеччини з боротьби 2013                               | Угорщина | жіноча боротьба, до 63 кг | Бронза |
| Золотий Гран-прі з боротьби 2013 (Сассарі)                       | Угорщина | жіноча боротьба, до 59 кг | Золото |
| Меморіал Іона Корнеану 2013                                      | Угорщина | жіноча боротьба, до 63 кг | Золото |
| Меморіал Вацлава Циолковського 2013                              | Угорщина | жіноча боротьба, до 59 кг | Золото |
| Золотий Гран-прі з боротьби 2013 (Баку)                          | Угорщина | жіноча боротьба, до 59 кг | 5      |
| Nordhagen Classics 2013                                          | Угорщина | жіноча боротьба, до 63 кг | Золото |
| Міжнародний меморіал Дейва Шульца 2014                           | Угорщина | жіноча боротьба, до 60 кг | Бронза |
| Klippan Lady Open 2014                                           | Угорщина | жіноча боротьба, до 58 кг | Бронза |
| Гран-прі Іспанії з боротьби 2014                                 | Угорщина | жіноча боротьба, до 63 кг | 8      |
| Золотий Гран-прі з боротьби 2014 (Баку)                          | Угорщина | жіноча боротьба, до 60 кг | 7      |
| Відкритий чемпіонат Польщі з боротьби 2014                       | Угорщина | жіноча боротьба, до 60 кг | 5      |
| Гран-прі Парижа з боротьби 2015                                  | Угорщина | жіноча боротьба, до 60 кг | 7      |
| Турнір Олександра Медведя 2015                                   | Угорщина | жіноча боротьба, до 58 кг | Золото |
| Турнір Дана Колова — Николи Петрова 2015                         | Угорщина | жіноча боротьба, до 58 кг | Бронза |
| Гран-прі Німеччини з боротьби 2015                               | Угорщина | жіноча боротьба, до 58 кг | Золото |
| Гран-прі Іспанії з боротьби 2015                                 | Угорщина | жіноча боротьба, до 60 кг | Золото |
| Відкритий чемпіонат Польщі з боротьби 2015                       | Угорщина | жіноча боротьба, до 58 кг | Срібло |
| Золотий Гран-прі з боротьби 2015                                 | Угорщина | жіноча боротьба, до 60 кг | Бронза |
| Київський Міжнародний турнір з боротьби 2016                     | Угорщина | жіноча боротьба, до 63 кг | Бронза |
| Klippan Lady Open 2016                                           | Угорщина | жіноча боротьба, до 63 кг | Срібло |
| Олімпійський кваліфікаційний турнір з боротьби 2016 (Зренянин)   | Угорщина | жіноча боротьба, до 63 кг | Бронза |
| Олімпійський кваліфікаційний турнір з боротьби 2016 (Улан-Батор) | Угорщина | жіноча боротьба, до 63 кг | Срібло |
| Гран-прі Іспанії з боротьби 2016                                 | Угорщина | жіноча боротьба, до 63 кг | 12     |
| Кубок Європейських націй з боротьби 2016                         | Угорщина | команда                   | 5      |
| Золотий Гран-прі з боротьби 2016                                 | Угорщина | жіноча боротьба, до 63 кг | Бронза |
| Відкритий чемпіонат Польщі з боротьби 2018                       | Угорщина | жіноча боротьба, до 62 кг | 11     |
| Турнір Олександра Медведя 2018                                   | Угорщина | жіноча боротьба, до 62 кг | Золото |
| Меморіал Іона Корнеану і Ладислава Сімона 2018                   | Угорщина | жіноча боротьба, до 62 кг | Бронза |
| Гран-прі «Іван Яригін» 2019                                      | Угорщина | жіноча боротьба, до 62 кг | 7      |
| Klippan Lady Open 2019                                           | Угорщина | жіноча боротьба, до 62 кг | 5      |
| Турнір Дана Колова — Николи Петрова 2019                         | Угорщина | жіноча боротьба, до 62 кг | 18     |
| Гран-прі Іспанії з боротьби 2019                                 | Угорщина | жіноча боротьба, до 62 кг | Срібло |
| Турнір Яшара Догу 2019                                           | Угорщина | жіноча боротьба, до 62 кг | Срібло |
| Відкритий чемпіонат Польщі з боротьби 2019                       | Угорщина | жіноча боротьба, до 62 кг | 8      |
| Турнір Олександра Медведя 2019                                   | Угорщина | жіноча боротьба, до 62 кг | Золото |
| Турнір Маттео Пелліцоне 2020                                     | Угорщина | жіноча боротьба, до 62 кг | 12     |

### Виступи на змаганнях молодших вікових груп
| Змагання                                       | Збірна   | Вагова категорія                               | Місце  |
| ---------------------------------------------- | -------- | ---------------------------------------------- | ------ |
| Чемпіонат світу з боротьби серед кадетів 1999  | Угорщина | Чемпіонат світу з боротьби серед кадетів 1999  | 11     |
| Чемпіонат Європи з боротьби серед кадетів 2000 | Угорщина | Чемпіонат Європи з боротьби серед кадетів 2000 | Срібло |
| Чемпіонат Європи з боротьби серед юніорів 1999 | Угорщина | Чемпіонат Європи з боротьби серед юніорів 1999 | 6      |
| Чемпіонат світу з боротьби серед юніорів 2001  | Угорщина | Чемпіонат світу з боротьби серед юніорів 2001  | 10     |
| Чемпіонат світу з боротьби серед юніорів 2003  | Угорщина | Чемпіонат світу з боротьби серед юніорів 2003  | 10     |